# Košarkaški klub Vardar
Il K.K. Vardar è una società cestistica, avente sede a Skopje, in Macedonia. Fondata nel 1945 come K.K. Makedonija, nel 1947 ha assunto la denominazione attuale. Gioca nel campionato macedone.

## Palmarès
- Coppa di Macedonia: 1

2007